# エタカロン
エタカロンは、キナゾリノン系のGABA作動薬であり、メタカロンのアナログである。1960年代に開発され、主にフランスやその他のヨーロッパの国で販売された。β型のGABAA受容体アゴニストの作用に由来する催眠/鎮静、筋弛緩剤、中枢神経抑制の効果を持ち、不眠症の治療に用いられていた。
投与量と効果は、メタカロンのものと似ていると言われるが、効果の持続時間は短く、若干弱いと言われている。望む効果に依って、通常は50から500mgが投与されると言われている。
エタカロンの古い製剤処方では、350mgの錠剤であった。エタカロンは、GABAA受容体の感受性を向上させることにより、バルビツール酸系やベンゾジアゼピン系と同様に作用すると考えられている。気晴らしの効果には、高揚感、リラックス、社交性や性欲の増進、短期記憶の減退、協調の喪失等がある。他の抑制剤と組み合わせることによって効果を強めることができ、過剰摂取の原因となる。ベンゾジアゼピンまたはアルコールへの耐性も効果を減少させる。
エタカロンは遊離塩基として存在し、水には溶けないが、アルコールや非極性溶媒には溶解する。また、水に可溶の塩酸塩は、遊離塩基として重量当たり約85%の強さである。
エタカロンの最も多い摂取経路は経口であるが、塩や煙の鼻からの吸引も報告されている。